# Sabueso artesiano
El Perro de Artois o Sabueso artesiano o Basset d'Artois es una raza de perro de caza poco común, descendiente del  Perro de San Huberto.
Se trata de un sabueso musculoso de 23 pulgadas de alto, con un peso de entre 55 y 65 libras, de buena construcción con un paso lento muy agraciado y que da impresión de fuerza y energía. Tiene una cabeza grande y fuerte, con una longitud media y una cola puntiaguda que tiende a ser larga y en forma de hoz. Sus orejas están a la altura de los ojos, con grandes ojos saltones y labios muy gruesos.
Tiene la piel gruesa y el pelo corto, ancho, duro y más bien plano y pegado al cuerpo de color fawn o blanco y negro en cualquier combinación.
Tiene una expectativa de vida de unos 13 años.

## Historia
Esta raza, llamada también Picard, era muy apreciada para la caza en tiempos de Enrique IV de Francia y Luis XIII. Su origen se encuentra en las regiones históricas de Artois, norte de Francia junto al Canal de la Mancha.

## Estándar
El Artois no tiene aún estándar de raza o clasificaciones en ninguna otra organización fuera de la FCI.